# Evangelista Menga

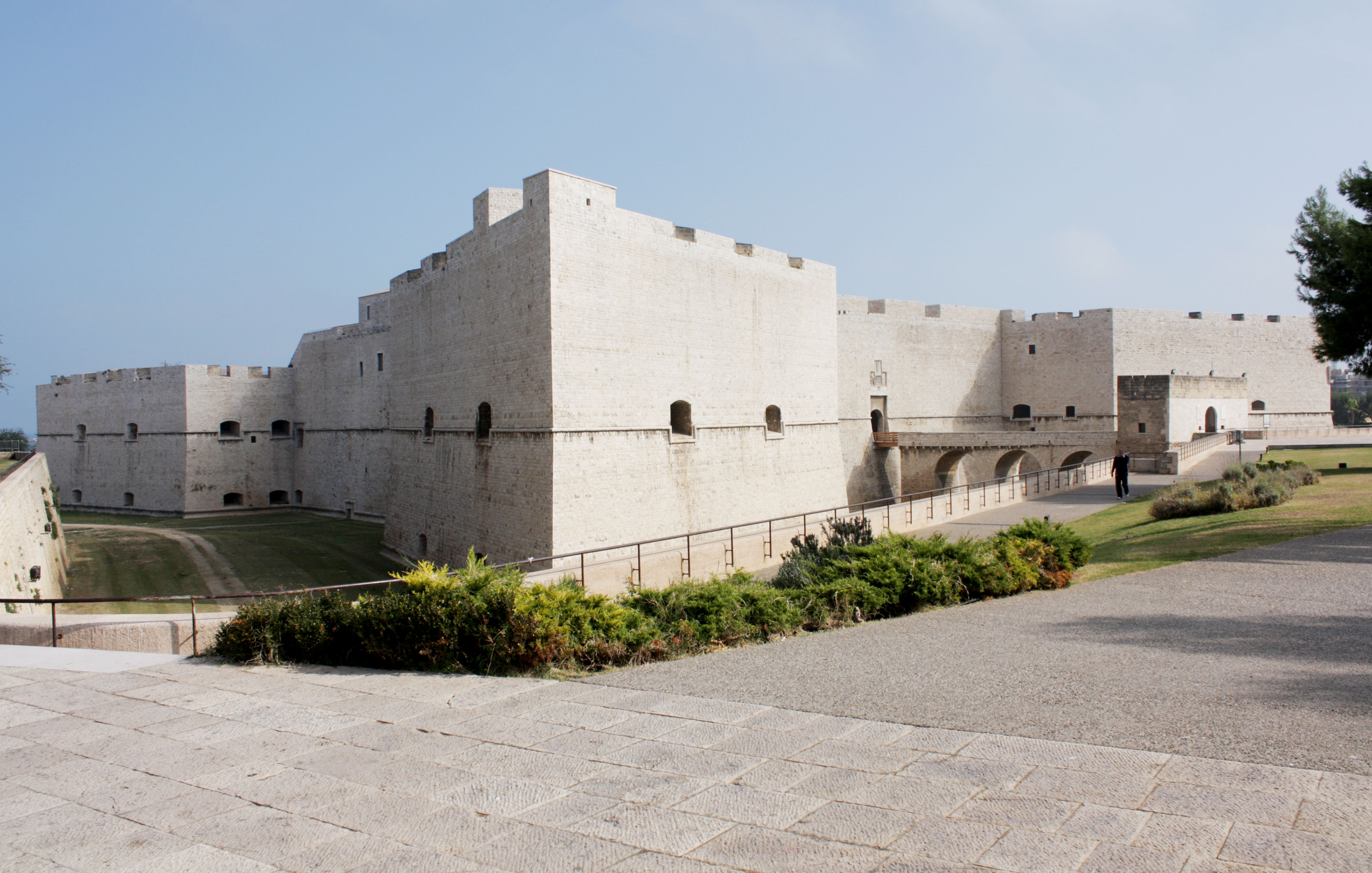
Castillo de Barletta

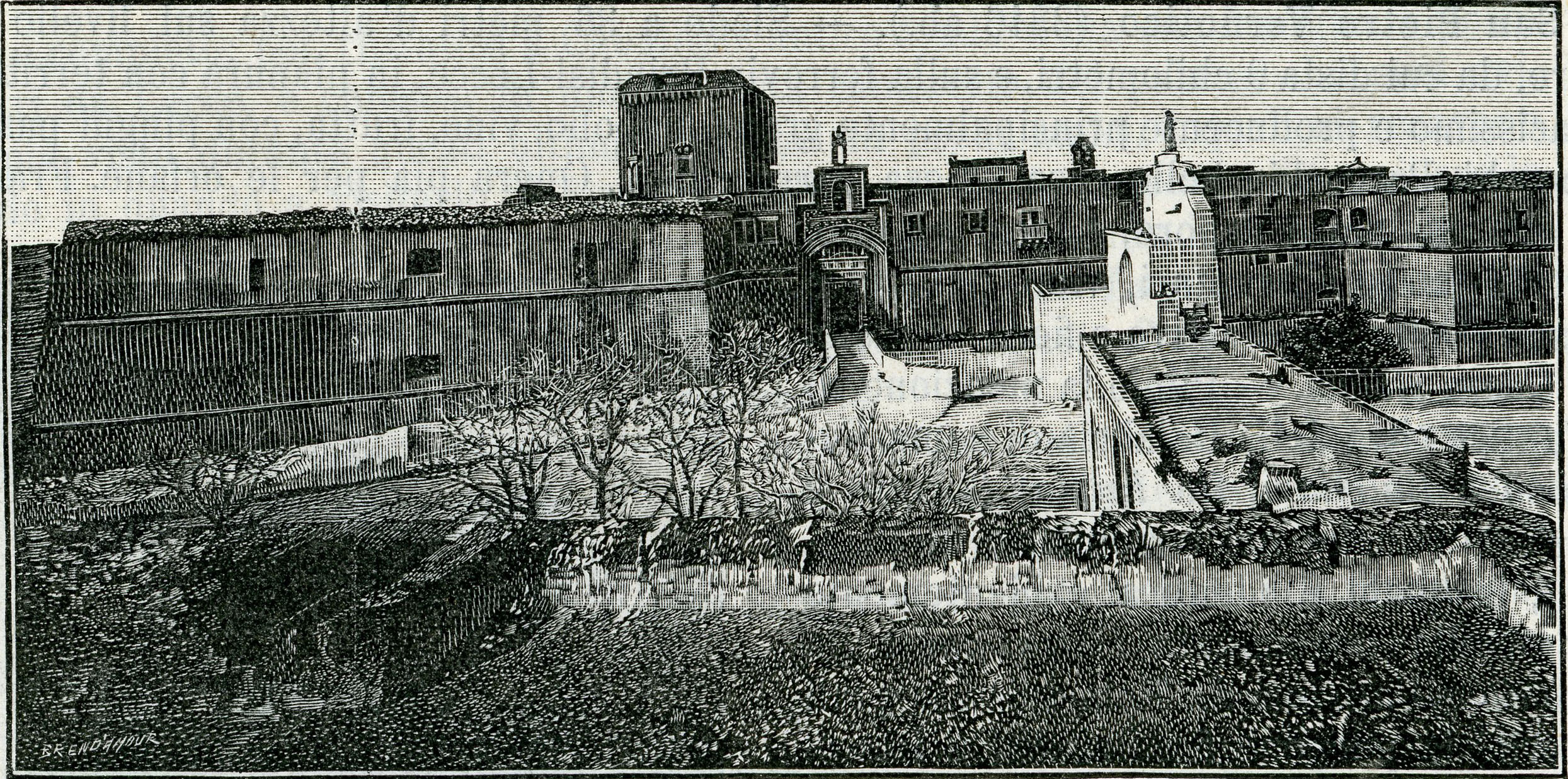
Vista del Castillo de Copertino en una xilografía de Richard Brend'amour del 1899

Evangelista Menga (Copertino, 1480 ca. – 1571 ca.) fue un arquitecto militar italiano.

## Biografía y obra
Arquitecto militar de Carlos V, fue el autor de los planos del castillo de Mola di Bari (1535-40), del castillo de Barletta (1537), del castillo de Copertino (1540; por orden de Alfonso Castriota, príncipe de Albania y conde de Copertino), tal vez del castillo de Parabita (hacia 1540), de la torre defensiva de Margarita de Saboya y, por último, diseñó las fortificaciones de Malta durante el gran asedio de 1565.
Se cree que murió a los noventa años, hacia 1571, y posiblemente en Malta en donde, habiéndose distinguido en la defensa de la isla frente a los turcos y por las obras de ingeniería militar diseñadas y construidas en la isla, había recibido el título honorífico de caballero con una renta vitalicia de 300 escudos anuales, de la que podía disponer residiendo allí.

## Descendencia
Se casó en Francavilla Fontana con Maria Coco, de la que tuvo un solo hijo, Avolio. Este le dio cuatro nietos: Sigismondo, Porzia, Camilla e Laura. Sigismondo casó en Francavilla con Ottavia Calefato, de la que procede Evangelista Menga el joven; Porzia casó con Angelo Perruccio, di Leverano.